# محمد فهيم الجندي

محمد فهيم السيد عبد الله أحمد الجندي (1880م بدمياط - 1959م بالقاهرة). هو من رجال الصناعة في مصر في بداية القرن العشرين وهو محدث صناعة الموبليات والأثاث بمصر ودمياط. منح الجائزة الملكية الذهبية في المعرض الزراعى الصناعي عام 1926م في القاهرة. وكان أول مصري ينال شهادات جدارة عالمية في صناعة الأثاث من روما ومن باريس في عام 1926 وأول مصري يحصل على الميداليات الذهبية العالمية لصناعة الموبيليات من فرنسا وإيطاليا.

## حياته
اسم شهرته هو محمد فهيم، كان الابن البكر لـ السيد الجندي وهو أحد أبناء عائلة الجندى، وأخوته أحمد ورئيفة والسيد وعزيزة وطاهر وزينب وهانم وله من البنين محمد فاروق ويحيى ومختار وسعيد، قُتل ابنه مختار في معركة برج البرلس البحرية سنة 1956 م. وله من البنات فاطمة وفتحية وعائشة وسعدية وعفت وإحسان وعطيات وهدي وثريا ووداد وأمال.

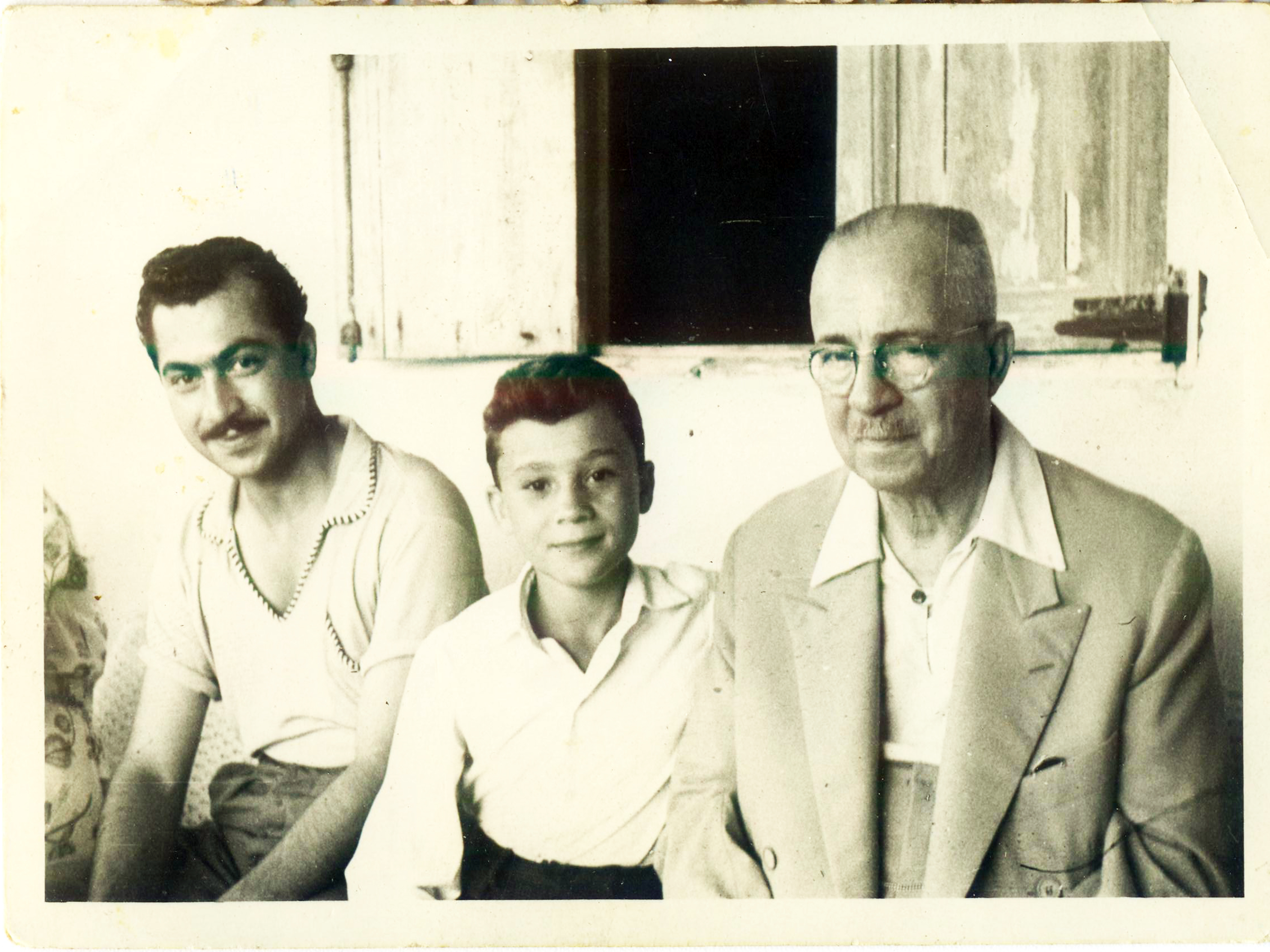
محمد فهيم الجندى و أولاده سعيد و مختار شهيد معركة البرلس البحرية

## أهم أعماله

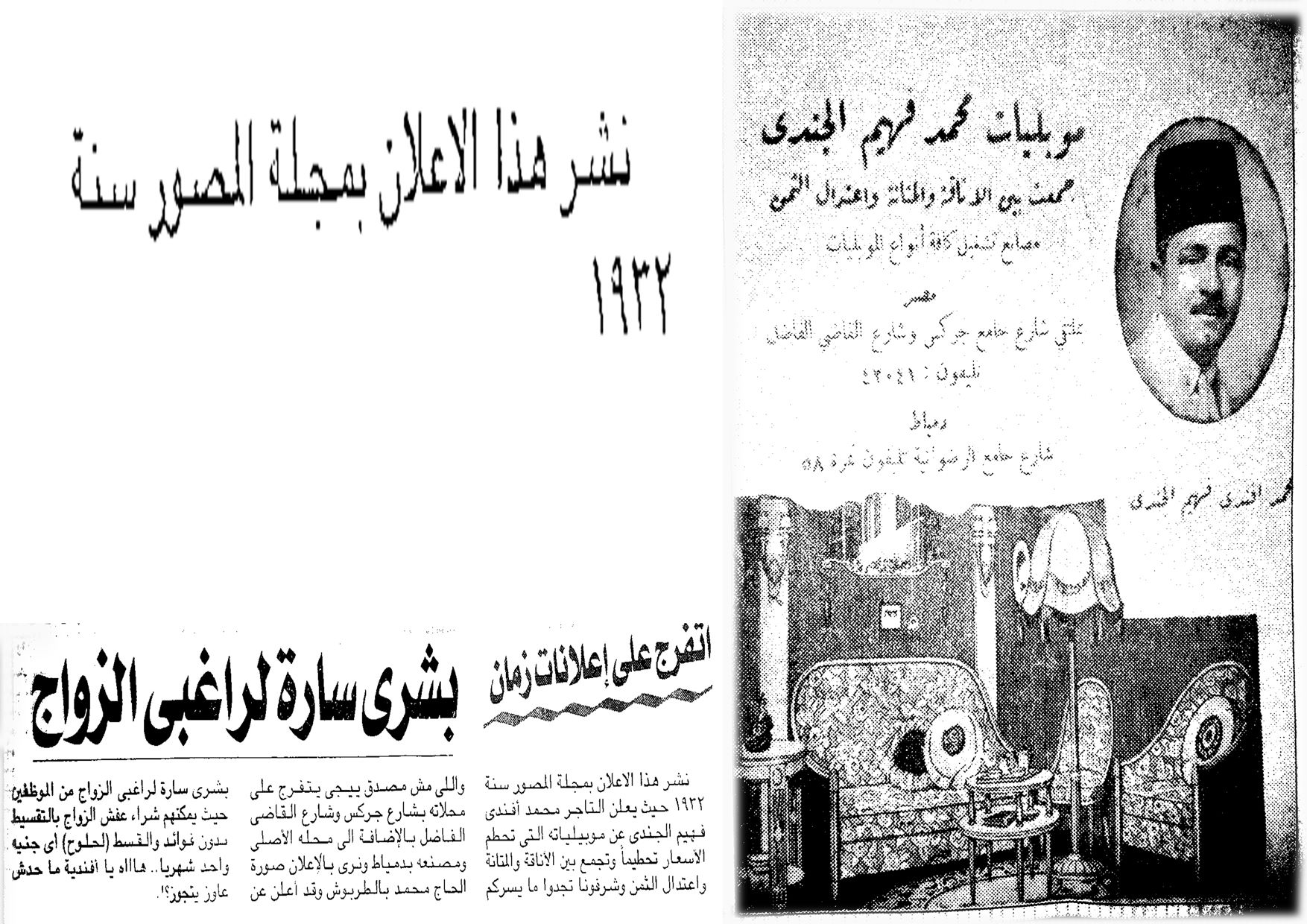
إعلان دعائى نشر بمجلة المصور سنة 1932 وأعادت جريدة أخبار اليوم نشره

كان له معرض بدمياط أسسه عام 1910 م بشارع التبليطة خلف زاوية الرضوانية بجوار مسجد البحر والآخر بشارع صبري أبو علم بالقاهرة أسسه عام 1920 م. ودعاه الملك فاروق لزيارته وأرسل إليه رئيس الوزراء إسماعيل باشا صدقي لمعاينة المعروضات بمعرضه وورشته بمدينة دمياط حيث كان الانتهاء من قصر القبة وشيكا وحان وقت البحث عن مفروشات وأثاث لإنهاءه.
قاد تطوير صناعة الاثاث في بداية القرن العشرين في مصر متزامنا مع عصر النهضة في صناعة الاثاث بأوربا وكرمته الدولة المصرية في المؤتمر القومى الثاني للصناعات الخشبية والأثاث في محافظة دمياط بمصر عام 1986م.
توفي في 29 أبريل 1959م بالقاهرة ودفن بمدافن أبو الوفا بدمياط عن عمر يناهز 79 عامًا.